# ماريا نارديلي
ماريا نارديلي (من مواليد 9 مايو 1954 في تارانتو ) هي رياضية إيطالية بارالمبية فازت بثلاث ميداليات في دورة الألعاب البارالمبية الصيفية . 

## سيرة شخصية
مصابة بإعاقة نتيجة تأثير شلل الأطفال. 

## روابط خارجية
- ماريا نارديلي في اللجنة البارالمبية الدولية (أيضًا هنا)
- ماريا نارديلي[وصلة مكسورة]    في Comitato Italiano Paralimpico (بالإيطالية)